# Mr. Swing King
Mr. Swing King er Gnags' 14. studiealbum, udgivet i 1989. Det er indspillet i 1989 i Feedback-studiet. De fleste sange er mixet samme sted, dog er "Når alt er forbi" mixet af Jay Burnett i The Roundhouse Studios, London, mens "Drengene er tilbage" og "Big Mama" er mixet af Nick Patrick i Olympic Studios, London.
Albummet supplerede bl.a. Gnags' musikalske udtryk med en tydelig inspiration fra latinamerikansk musik. Dette kommer især til udtryk i sange som "Drengene er tilbage" og "Dansende blå linealer", som indeholder caribisk farvede blæserarrangementer. Den latinamerikanske inspiration hentede Gnags bl.a. under en turné i Cuba og Nicaragua året før. I Den Store Danske Encyklopædis opslag om Gnags betegnes albummet desuden som Beatles-inspireret.
Mr. Swing King var Gnags' største kommercielle succes med et samlet pladesalg tæt på 300.000.

## Numre

### Side 1
1. "Mr. Swing King" (4:50)
2. "Drengene er tilbage" (3:30)
3. "Når jeg bli'r gammel" (3:55)
4. "Dansende blå linealer" (3:50)
5. "Tilgiv mig baby" (3:05)
6. "Når alt er forbi" (4:55)

### Side 2
1. "Den syngende sømand" (4:15)
2. "Kærlighedens vej" (3:40)
3. "Inde bag en hæk" (3:25)
4. "Spillemanden" (4:25)
5. "Big Mama" (3:50)
6. "Bandet sir tak for i aften" (5:10)